# Баласогло Олександр Пантелеймонович
Олександр Пантелеймонович Баласогло (рос. Баласогло Александр Пантелеевич; 23 жовтня (4 листопада) 1813, Херсон — 18 (30) січня 1893, Миколаїв) — російський громадський діяч, моряк, чиновник, архівіст, поет, публіцист, педагог, фольклорист. За своїми поглядами він був демократом-просвітителем, близьким до утопічних соціалістів. Член Російського географічного товариства (1846).

## Біографія
Народився в місті Херсоні. Син обрусілого грека, морського офіцера, який служив на кораблях Чорноморського флоту та свого часу командував Дунайської флотилією. До 12 років навчався вдома, перебуваючи з батьками у містах Таганрозі Катеринославської губернії (нині місто Ростовської області, Російська Федерація), Ізмаїлі, Кілії, Миколаєві та Севастополі.
Від 1826 — гардемарин Чорноморського флоту, з 1827 служив на флагманському кораблі «Париж». Брав участь у російсько-турецькій війні 1828—1829, після чого був переведений на Балтійський флот до Морського корпусу. Взимку 1829—1830 номінований на мічмана. 1834—1835 — вільний слухач Петербурзького університету. Від 1835 — чиновник Міністерства народної освіти, 1841—1847 — в архіві МЗС (останній чин — надвірний радник). Протягом 1840—1842 спільно з архітектором П. Норевим укладав періодичне видання «Памятник искусств и вспомогательных знаний».
Від 1845 — активний член гуртка М. Буташевича-Петрашевського (докладніше див. Петрашевці), де, зокрема, виступив з проектом улаштування книжкової комори з бібліотекою та друкарнею. Навесні 1849 заарештований. У Петропавловській фортеці склав автобіографічне пояснення, сміливо назвавши себе «найрадикальнішим утопістом», «комуністом», «фур'єристом», обстоював нагальну потребу в Росії конституційного ладу та вважав, що «Малоросія, імовірно, відокремиться», намагався організувати книговидавниче товариство письменників і вчених на артільних засадах, видавати дешеві брошури та навчальні посібники; вважав, що науку треба зробити доступною для мас. Восени того ж року засланий до м. Петрозаводська (нині місто в Російській Федерації). У Петрозаводську його товаришами по нещастю виявилися українці Василь Білозерський та Георгій Андрузький, які потрапили сюди як учасники Кирило-Мефодіївського таємного товариства (вони були засуджені по одній справі з поетом і художником Тарасом Шевченком). З 1850 служив у Олонецькому губернському правлінні. Зробив у Карелії фольклорні записи, частково опубліковані по його смерті у часописі «Живая старина» (1897, № 1).
1851 в листі до імператора Миколи I звинуватив управителя Третім відділенням Л. Дубельта у державній зраді — як тирана чесних людей, за що знову потрапив до Петропавловської фортеці. Зазнав нервового стресу, був визнаний душевнохворим і з психіатричної лікарні на прохання його батька, тоді вже генерал-майора, відправлений до батьків у Миколаєв під таємний поліцейський нагляд, який тривав до 1857. Тоді ж почав викладати історію і географію у чорноморських штурманських класах. Після їх закриття, змушений був заробляти приватними уроками — це давало лише самі мізерні кошти до життя. У 1854 на 3 місяці приїхав до Одеси шукати якоїсь роботи і не знайшов. У відчаї спалив свої рукописи. Багато рукописів Олександра Баласогло також були втрачені при переїзді з Петрозаводська до Миколаєва — вони лишилися у Третьому відділенні.
Помер у морському госпіталі м. Миколаєва.

## Родина
Син Олександра Баласогло Володимир з юних років захоплювався ентомологією, вступив до Ентомологічної спілки, став їздити у наукові експедиції. Деякі відкриті ним види жуків носять його ім'я.

## Знайомство з Тарасом Шевченком
У 1854 році Тарас Шевченко послав із заслання лист своєму другові, поляку Броніславу Залеському, засланому до Оренбурга . Між іншим, писав: «… дякую трьом людям, тепер вже не в Петрозаводську, які знали мене особисто і не забули мене, а тому, що залишився один з трьох посилаю сердечний поцілунок …». Одним з трьох, що залишався в Петрозаводську в 1854 році був Василь Білозерський. Одним з двох інших, на думку Сергія Тхоржевського, був Олександр Баласогло. Особисте знайомство Шевченка та Баласогло було цілком імовірним, адже у них до арешту були спільні друзі: Бернардський, Рамазанов та Академія мистецтв.